# The Law of the Range
The Law of the Range, in Nederland uitgebracht onder de titel Wetten der wildernis, is een film uit 1928 onder regie van William Nigh. Tim McCoy maakte de film in 1931 opnieuw als B-film onder de titel The One Way Trail. Ditmaal had hij niet tegenspeler Joan Crawford, maar Doris Hill.

## Verhaal
Jim Lockhart is bezig met het opsporen van dief en moordenaar "Solitaire Kid". Jims liefje Betty wordt verliefd op Kid en ontdekt dat de dief dezelfde tatoeage heeft als Jim. Het blijkt dat de twee mannen broers zijn die uit elkaar zijn gehaald bij hun geboorte.

## Rolverdeling
| Acteur        | Personage                 |
| ------------- | ------------------------- |
| Tim McCoy     | Jim Lockhart              |
| Joan Crawford | Betty Dallas              |
| Rex Lease     | Solitaire Kid             |
| Bodil Rosing  | Mother of Jim and the Kid |
| Tenen Holtz   | Cohen                     |